# Gran Premio di Svizzera 1982
Il Gran Premio di Svizzera 1982 è stata la quattordicesima prova della stagione 1982 del Campionato mondiale di Formula 1. Si è corsa domenica 29 agosto 1982 sul Circuito di Digione, in Francia. La gara è stata vinta dal finlandese Keke Rosberg su Williams-Ford Cosworth; per il vincitore si trattò del primo successo nel mondiale. Ha preceduto sul traguardo il francese Alain Prost su Renault e l'austriaco Niki Lauda su McLaren-Ford Cosworth.

## Vigilia

### Sviluppi futuri
Alain Prost venne confermato dalla Renault anche per la stagione 1983 e ottenne la possibilità di porre un veto alla scelta dell'altro pilota della scuderia. La Williams invece non confermò l'impiego, per la stagione successiva, di Derek Daly.

### Aspetti tecnici
L'Arrows fece esordire il modello A5, affidato al solo Marc Surer.

### Aspetti sportivi
Dopo la tragedia alla 24 Ore di Le Mans del 1955, la Svizzera vietò le gare automobilistiche sul proprio territorio. Il Gran Premio di Svizzera venne riproposto solo nel 1975 con una gara fuori dal calendario iridato. Si aggirò il divieto facendo correre le vetture sul Circuito di Digione, in territorio francese. Lo stesso accadde nel 1982, questa volta però la gara rientrò nel calendario ufficiale. Il circuito aveva già ospitato quattro edizioni del Gran Premio di Francia, tra il 1974 e il 1981. Fu comunque l'ultima edizione per questo gran premio.
Dopo il gran premio d'Austria si tennero dei test sulla pista di Monza, ai quali assistette un pubblico di oltre 30.000 persone. Il più rapido, il primo giorno, fu Patrick Tambay della Ferrari, che ottenne 1'32"29, tempo molto più basso di quello ottenuto da René Arnoux nelle qualifiche del Gran Premio d'Italia 1981 (1'33"467). Il giorno seguente tale limite venne ancora abbassato, ma da Alain Prost su Renault, che ottenne 1'31"47.
La Scuderia Ferrari affrontò questa gara ancora con una sola vettura, affidata a Patrick Tambay. Il francese soffriva per dei dolori muscolari di natura reumatica, tanto che non poté collaudare la monoposto. Tambay aveva subito uno schiacciamento tra la sesta e la settima vertebra che, abbassandosi, aveva coinvolto il nervo radiale del braccio destro. La Ferrari, che già schierava una sola vettura, cercò di contattare qualche pilota: vennero associati alla casa italiana Alan Jones e Mario Andretti.

## Qualifiche

### Resoconto
Nella prima giornata di prove ufficiali il tempo migliore venne fatto segnare da Alain Prost, in 1'01"380. Prost precedette il suo compagno di scuderia René Arnoux di 360 millesimi; il terzo, Niki Lauda, chiuse a oltre un secondo e mezzo dal tempo di Prost. Questo posizionamento però dimostrò la maggior competitività delle gomme Michelin, visto che l'austriaco non disponeva di una vettura a motore turbo ma poteva sopravanzare le Brabham-BMW. Patrick Tambay, ancora dolorante, affrontò la sessione con uno speciale collare, ma chiuse solo col nono tempo.
Il ferrarista non prese parte alle qualifiche del sabato, in quanto, dopo le libere del mattino, decise di rientrare in albergo per riposarsi. Prost mantenne il primato nella graduatoria, conquistando la sua sesta pole position nel mondiale. In seconda fila Riccardo Patrese riuscì a bruciare Niki Lauda (che non scese in pista convinto dell'impossibilità di migliorarsi), mentre la terza fila venne ottenuta da Andrea De Cesaris e Nelson Piquet.

### Risultati
I risultati delle qualifiche furono i seguenti:
| Pos | Nº | Pilota             | Costruttore              | Tempo    | Griglia |
| --- | -- | ------------------ | ------------------------ | -------- | ------- |
| 1   | 15 | Alain Prost        | Renault                  | 1'01"380 | 1       |
| 2   | 16 | René Arnoux        | Renault                  | 1'01"740 | 2       |
| 3   | 2  | Riccardo Patrese   | Brabham-BMW              | 1'02"710 | 3       |
| 4   | 8  | Niki Lauda         | McLaren-Ford Cosworth    | 1'02"984 | 4       |
| 5   | 22 | Andrea De Cesaris  | Alfa Romeo               | 1'03"023 | 5       |
| 6   | 1  | Nelson Piquet      | Brabham-BMW              | 1'03"183 | 6       |
| 7   | 5  | Derek Daly         | Williams-Ford Cosworth   | 1'03"291 | 7       |
| 8   | 6  | Keke Rosberg       | Williams-Ford Cosworth   | 1'03"589 | 8       |
| 9   | 23 | Bruno Giacomelli   | Alfa Romeo               | 1'03"776 | 9       |
| 10  | 27 | Patrick Tambay     | Ferrari                  | 1'03"896 | NP      |
| 11  | 7  | John Watson        | McLaren-Ford Cosworth    | 1'03"995 | 11      |
| 12  | 3  | Michele Alboreto   | Tyrrell-Ford Cosworth    | 1'04"069 | 12      |
| 13  | 26 | Jacques Laffite    | Ligier-Matra             | 1'04"087 | 13      |
| 14  | 29 | Marc Surer         | Arrows-Ford Cosworth     | 1'04"928 | 14      |
| 15  | 11 | Elio De Angelis    | Lotus-Ford Cosworth      | 1'04"967 | 15      |
| 16  | 25 | Eddie Cheever      | Ligier-Matra             | 1'05"001 | 16      |
| 17  | 31 | Jean-Pierre Jarier | Osella-Ford Cosworth     | 1'05"179 | 17      |
| 18  | 4  | Brian Henton       | Tyrrell-Ford Cosworth    | 1'05"391 | 18      |
| 19  | 14 | Roberto Guerrero   | Ensign-Ford Cosworth     | 1'05"395 | 19      |
| 20  | 9  | Manfred Winkelhock | ATS-Ford Cosworth        | 1'05"451 | 20      |
| 21  | 35 | Derek Warwick      | Toleman-Hart             | 1'05"877 | 21      |
| 22  | 17 | Rupert Keegan      | March-Ford Cosworth      | 1'06"011 | 22      |
| 23  | 36 | Teo Fabi           | Toleman-Hart             | 1'06"017 | 23      |
| 24  | 18 | Raul Boesel        | March-Ford Cosworth      | 1'06"136 | 24      |
| 25  | 10 | Eliseo Salazar     | ATS-Ford Cosworth        | 1'06"168 | 25      |
| 26  | 12 | Nigel Mansell      | Lotus-Ford Cosworth      | 1'06"211 | 26      |
| NQ  | 20 | Chico Serra        | Fittipaldi-Ford Cosworth | 1'06"339 | NQ      |
| NQ  | 33 | Tommy Byrne        | Theodore-Ford Cosworth   | 1'06"990 | NQ      |
| NQ  | 30 | Mauro Baldi        | Arrows-Ford Cosworth     | 1'07"836 | NQ      |

## Gara

### Resoconto

Patrick Tambay, a causa di un dolore al braccio, non poté prendere parte alla gara.

Patrick Tambay diede definitivamente forfait: la Ferrari perciò non schierò nessuna monoposto in gara per la seconda volta in stagione dopo la gara di Zolder. Questo Gran Premio risulta quindi l'ultimo, a non vedere alcuna Ferrari al via, cosa che avviene per la 18ª ed ultima volta nella storia della Formula 1.
Al via René Arnoux prese il comando seguito da Alain Prost, Riccardo Patrese, Niki Lauda e Keke Rosberg. Già alla fine del primo giro Prost superò Arnoux sul breve rettilineo, mentre Nelson Piquet scavalcò sia Rosberg e Lauda, portandosi al quarto posto.
Il brasiliano, al quarto giro, superò anche il compagno di scuderia Patrese, e si mise all'inseguimento delle due Renault: anche un'uscita di pista non ne condizionò la gara, che poté così proseguire. Si fece avanti anche Rosberg che superò prima Lauda poi lo stesso Patrese, ponendosi così dietro al brasiliano della Brabham.
Nelson Piquet, che sfruttava la strategia del rifornimento in gara, si avvicinò e passò Arnoux al giro 11. Il rifornimento giunse al giro 40: durò 14 secondi, tanto da consentire a Piquet di rientrare al quinto posto, dietro alle due Renault, a Rosberg e a Lauda, ma davanti a Patrese. La McLaren dell'austriaco però soffriva di forti vibrazioni all'anteriore, dovute a un cerchione sbilanciato, che costrinsero Lauda a rinunciare a spingere per superare il finlandese.
Al giro 51 Rosberg sfiorò la collisione al momento del doppiaggio dell'Alfa Romeo di Andrea De Cesaris, che prese parte alla gara in non perfette condizioni fisiche a causa di una tonsillite. Il finlandese, due giri dopo, passò Arnoux, ponendosi secondo. Il francese rientrò poco dopo ai box, ove effettuò un rabbocco di carburante: la sua Renault non disponeva più di un motore performante, col transalpino convinto che ciò dipendesse da una mancanza di benzina. Poco dopo però Arnoux fu costretto all'abbandono per un guasto all'iniezione.
Nel corso degli ultimi giri Keke Rosberg si avvicinò anche al battistrada Prost (che ruppe una minigonna a due giri dal termine), e fu capace di passare al penultimo passaggio. All'arrivo il direttore di corsa non sventolò subito la bandiera a scacchi ma solo dopo un giro e le insistenze della Wiliams.
Per il finlandese fu la prima vittoria valida per il mondiale di Formula 1 (aveva però già vinto il BRDC International Trophy 1978 gara non titolata), primo pilota del suo Paese a compiere l'impresa, e settantaduesimo nella storia del mondiale. Fu la terza gara di fila che veniva vinta da un pilota che mai prima era riuscito ad aggiudicarsi una gara iridata, e fu anche la nona gara di fila in cui vinceva un pilota differente.

### Risultati
I risultati del gran premio furono i seguenti:
| Pos | No | Pilota             | Team                     | Giri | Tempo            | Pos.Griglia | Punti |
| --- | -- | ------------------ | ------------------------ | ---- | ---------------- | ----------- | ----- |
| 1   | 6  | Keke Rosberg       | Williams-Ford Cosworth   | 80   | 1h32'41"087      | 8           | 9     |
| 2   | 15 | Alain Prost        | Renault                  | 80   | + 4"442          | 1           | 6     |
| 3   | 8  | Niki Lauda         | McLaren-Ford Cosworth    | 80   | + 1'00"343       | 4           | 4     |
| 4   | 1  | Nelson Piquet      | Brabham-BMW              | 79   | + 1 giro         | 6           | 3     |
| 5   | 2  | Riccardo Patrese   | Brabham-BMW              | 79   | + 1 giro         | 3           | 2     |
| 6   | 11 | Elio De Angelis    | Lotus-Ford Cosworth      | 79   | + 1 giro         | 15          | 1     |
| 7   | 3  | Michele Alboreto   | Tyrrell-Ford Cosworth    | 79   | + 1 giro         | 12          |       |
| 8   | 12 | Nigel Mansell      | Lotus-Ford Cosworth      | 79   | + 1 giro         | 26          |       |
| 9   | 5  | Derek Daly         | Williams-Ford Cosworth   | 79   | + 1 giro         | 7           |       |
| 10  | 22 | Andrea De Cesaris  | Alfa Romeo               | 78   | + 2 giri         | 5           |       |
| 11  | 4  | Brian Henton       | Tyrrell-Ford Cosworth    | 78   | + 2 giri         | 18          |       |
| 12  | 23 | Bruno Giacomelli   | Alfa Romeo               | 78   | + 2 giri         | 9           |       |
| 13  | 7  | John Watson        | McLaren-Ford Cosworth    | 77   | + 3 giri         | 11          |       |
| 14  | 10 | Eliseo Salazar     | ATS-Ford Cosworth        | 76   | + 4 giri         | 25          |       |
| 15  | 29 | Marc Surer         | Arrows-Ford Cosworth     | 76   | + 4 giri         | 14          |       |
| 16  | 16 | René Arnoux        | Renault                  | 75   | Iniezione        | 2           |       |
| Rit | 25 | Eddie Cheever      | Ligier-Matra             | 70   | Assetto          | 16          |       |
| Rit | 9  | Manfred Winkelhock | ATS-Ford Cosworth        | 55   | Telaio           | 20          |       |
| Rit | 31 | Jean-Pierre Jarier | Osella-Ford Cosworth     | 44   | Motore           | 17          |       |
| Rit | 26 | Jacques Laffite    | Ligier-Matra             | 33   | Assetto          | 13          |       |
| Rit | 36 | Teo Fabi           | Toleman-Hart             | 31   | Motore           | 23          |       |
| Rit | 18 | Raul Boesel        | March-Ford Cosworth      | 31   | Pompa dell'acqua | 24          |       |
| Rit | 17 | Rupert Keegan      | March-Ford Cosworth      | 25   | Testacoda        | 22          |       |
| Rit | 35 | Derek Warwick      | Toleman-Hart             | 24   | Motore           | 21          |       |
| Rit | 14 | Roberto Guerrero   | Ensign-Ford Cosworth     | 4    | Motore           | 19          |       |
| NP  | 27 | Patrick Tambay     | Ferrari                  | 0    | Infortunato      | 10          |       |
| NQ  | 20 | Chico Serra        | Fittipaldi-Ford Cosworth |      |                  |             |       |
| NQ  | 33 | Tommy Byrne        | Theodore-Ford Cosworth   |      |                  |             |       |
| NQ  | 30 | Mauro Baldi        | Arrows-Ford Cosworth     |      |                  |             |       |

## Classifiche

### Piloti
| Pos. | Pilota             | Punti |
| ---- | ------------------ | ----- |
| 1    | Keke Rosberg       | 42    |
| 2    | Didier Pironi      | 39    |
| 3    | Alain Prost        | 31    |
| 4    | John Watson        | 30    |
| 5    | Niki Lauda         | 30    |
| 6    | Elio De Angelis    | 23    |
| 7    | Riccardo Patrese   | 21    |
| 8    | Nelson Piquet      | 20    |
| 9    | René Arnoux        | 19    |
| 10   | Patrick Tambay     | 19    |
| 11   | Michele Alboreto   | 14    |
| 12   | Eddie Cheever      | 10    |
| 13   | Nigel Mansell      | 7     |
| 14   | Derek Daly         | 7     |
| 15   | Carlos Reutemann   | 6     |
| =    | Gilles Villeneuve  | 6     |
| 17   | Jacques Laffite    | 5     |
| =    | Andrea De Cesaris  | 5     |
| 19   | Jean-Pierre Jarier | 3     |
| 20   | Marc Surer         | 3     |
| 21   | Manfred Winkelhock | 2     |
| =    | Eliseo Salazar     | 2     |
| =    | Bruno Giacomelli   | 2     |
| 24   | Mauro Baldi        | 2     |
| 25   | Chico Serra        | 1     |

### Costruttori
| Pos. | Team                     | Punti |
| ---- | ------------------------ | ----- |
| 1    | Ferrari                  | 64    |
| 2    | McLaren-Ford Cosworth    | 60    |
| 3    | Williams-Ford Cosworth   | 55    |
| 4    | Renault                  | 50    |
| 5    | Lotus-Ford Cosworth      | 30    |
| 6    | Brabham-BMW              | 22    |
| 7    | Brabham-Ford Cosworth    | 19    |
| 8    | Ligier-Matra             | 15    |
| 9    | Tyrrell-Ford Cosworth    | 14    |
| 10   | Alfa Romeo               | 7     |
| 11   | Arrows-Ford Cosworth     | 5     |
| 12   | ATS-Ford Cosworth        | 4     |
| 13   | Osella-Ford Cosworth     | 3     |
| 14   | Fittipaldi-Ford Cosworth | 1     |